# Cycloseris densicolumellus
Espèce
Cycloseris densicolumellus est une espèce de coraux appartenant à la famille des Fungiidae.